# The Ex-Wife
The Ex-Wife är en brittisk dramaserie från 2022 som består av åtta avsnitt. Serien hade premiär i Storbritannien i oktober 2022, med fyra avsnitt, och hade svensk premiär på TV4 Play den 23 april 2023. Följande fyra avsnitt sändes 2025. Serien är baserad på Jess Ryders bok med samma namn.

## Handling
Serien kretsar kring Tasha som är lyckligt gift med Jack. Tillsammans har de en lite dotter.  Allt skulle varit perfekt om det inte vore för att Jacks före detta fru Jen vägrar lämna dem ifred.

## Roller i urval
- Céline Buckens – Natasha (Tasha)
- Tom Mison – Jack
- Janet Montgomery – Jen
- Jordan Stephens – Sam
- Clare Foster – Hayley
- Liberty Miller – Emily (säsong 2)